# ナザニン・ボニアディ
ナザニン・ボニアディ（Nazanin Boniadi ペルシア語: نازنین بنیادی, IPA: [nɒːzæˈniːn bonjɒːˈdiː]; 英語: [ˈnɑːzəniːn boʊnˈjɑːdi] NAH-zə-neen bon-YAH-dee; 1980年5月22日 - ）はイギリス系イラン人で現在アメリカ合衆国在住の女優。

## 生い立ち
ボニアディはイランのテヘランで生まれ、幼児期に両親と共にロンドンに転居。少女期にヴァイオリンとバレエを習う。
私立学校で学び、後にアメリカに転居しカリフォルニア大学アーバイン校で優秀な成績で生物科学学士号取得。学生時代、癌治療や心臓移植の際の拒否反応に関わる分子研究でChang Pin-Chun学生研究賞を受賞。学内の学生医療新聞『MedTimes 』の編集長補佐でもあった。

## 経歴
最初の大きな役はエミー賞受賞の昼ドラマ『ジェネラル・ホスピタル』とそのスピンオフでのレイラ・ミール役。この役はアメリカのテレビ史において、昼ドラマで中東の人物の役柄を演じた初の人物である。また、アメリカのソープ・オペラで活躍する、最初のイラン生まれ女優となった。
2008年、『ジェネラル・ホスピタル』の役でNAACPイメージ・アワードの主演女優賞デイタイム・ドラマ部門にノミネートされた。
2009年2月、『ジェネラル・ホスピタル』での役は生物毒素の被爆のため亡くなった。
マイク・ニコルズ監督『チャーリー・ウィルソンズ・ウォー』、 ジョン・ファヴロー監督『アイアンマン』、 ポール・ハギス監督『スリーデイズ』などいくつかの有名なハリウッド映画に脇役で出演していた。
2011年2月、ヒットしたCBSのシットコム『ママと恋に落ちるまで』第6シーズンでニール・パトリック・ハリス演じるバーニー・スティンソンに恋をするノラ役で出演。同役で第7シーズンにも出演。
2011年11月、グラント・ヘスロヴ監督『The Swap 』(仮)でジョージ・クルーニーの相手役として出演。

## 主義
アムネスティ・インターナショナル・アメリカ支部(AIUSA)の公式スポークスパーソンで、世界中の選挙権を与えられない人々の権利のために草の根レベルで活動したり国際的なテレビやラジオ番組に出演したりしている。彼女は特に不公平な慣習、若い女性のイラン人や良心の囚人の待遇のことを多くの人々に知ってもらうためのイベントに参加することにより人権を安全に守ることにとても関心を持っている。
ウェビー賞を受賞し、International Violence Against Women Act (I-VAWA 女性を暴力から守る国際組織)と共に行なったキャンペーンのAIUSAの公共広告『Power of Words 』ではモーガン・フリーマンと共演しナレーションを担当し、イラン人の人権に関するイベントに司会者やパネリストを配し、2010年5月と6月のThe Neda Project with AIUSAに方向を据えていた。また彼女はアムネスティ・インターナショナル・アメリカ支部のホームページに公式ブログを開設している。
2010年12月、国に反逆するプロパガンダを行なったとして逮捕されたイラン人映画監督ジャファール・パナヒとMohammad Rasoulofに対し、アムネスティ・インターナショナルを通じ嘆願。この嘆願にはポール・ハギス、マーティン・スコセッシ、ショーン・ペン、ハーヴェイ・ワインスタイン、ロン・ハワードなど著名なハリウッド監督や業界有力者が署名し、21,000以上の署名が集まった。2011年6月8日、ニューヨークの国際連合にイランへの嘆願を持って行けるようハギスとAIUSA最高責任者ラリー・コックス率いるハリウッドの著名人からなる代表団に参加。
2011年7月3日、イランで拘束されたアメリカ人ハイカーのシェーン ・ バウアーとジョシュア・ファタルの解放を訴えるため、先に解放されたサラ・ ショウルドと共にハンガー・ストライキを行ない、また解放を訴える記事を執筆。
2011年7月11日、アムネスティ・インターナショナルでの人権に関する功績を称えられIschia Global Film & Music FestivalでSocial Cinema Awardを受賞した。
2012年4月9日、母校カリフォルニア大学アーバイン校にレイン・ウィルソンと共に、差別やイランのバハイ教への迫害をなくすための『Education Under Fire 』キャンペーンのサポートのため訪れた。

## 私生活
2012年9月、『ヴァニティ・フェア』誌のモーリン・オース特派員は、サイエントロジーのリーダーであるデビッド･ミスキャベッジの妻シェリー・ミスキャベッジがトム・クルーズに信者であるガールフレンドをあてがうという秘密裏の企画の存在を報じた。ボニアディはサイエントロジー職員のトップであるグレッグ・ウィルヘアにより映像を作るという目的で選ばれた、と伝えられている。世界や自身の信仰を助けるためのトップ・シークレットのプロジェクトに選ばれたと信じ込まされ、『世界の指導者』に会うことになっていた。この秘密の任務のため、ウィルヘアの要求により約1ヶ月かけて髪の色を暗くしたり、歯列矯正装置を外したり、とても愛していて長く付き合ってきたサイエントロジストのボーイフレンドと別れたりした、と報じられた。ウィルヘアにそれを拒んだ場合、彼女がそれまで付き合ってきたボーイフレンドとの別れの際に彼が彼女に対して反抗し罪を犯したことにする、と言われた。その後ウィルヘアがクルーズに彼女を紹介するため、彼女はニューヨークへと旅立ち、彼女はクルーズに夢中になった。彼女は秘密を守る契約書にサインしたと言われている。2004年11月から2005年1月までの交際期間、彼女はクルーズと同居していた。それは教会やクルーズにとっても彼女をコントロールするのに都合が良かったが、彼女がミスキャベッジに対して言葉が聞き取れずに何度も聞き返すことが失礼に感じるようになり、教会とうまくコミュニケーションが取れない兆候であると判断された。クルーズとボニアディの関係は終わり、彼女はフロリダ州クリアウォーターのサイエントロジーの施設に送り返され、そこで彼女はこれまでのことを友人に話してしまったところ、屈辱的な罰を受けることとなった。歯ブラシでトイレ掃除、酸でバスルーム磨き、夜中にどぶさらいなど。教会とクルーズの代理人はこの全てを否定。元信者で監督であり脚本家のポール・ハギスはこれが事実であることを認めている。彼はまた2010年辺りにボニアディはサイエントロジーを脱退したとしている。

## フィルモグラフィ
| テレビシリーズ | テレビシリーズ                                                              | テレビシリーズ           | テレビシリーズ                       |
| 年             | 題                                                                          | 役                       | 特記                                 |
| -------------- | --------------------------------------------------------------------------- | ------------------------ | ------------------------------------ |
| 2007           | The Game                                                                    | Josie                    | 計2話出演                            |
| 2007           | General Hospital: Night Shift                                               | Leyla Mir                | 計13話出演                           |
| 2007-2009      | ジェネラル・ホスピタル General Hospital                                     | Leyla Mir                | 計119話出演                          |
| 2010           | The Deep End                                                                | Heather Mosson           | 第1シーズン第3話「Have and to Hold」 |
| 2010           | 24 -TWENTY FOUR- 24                                                         | 金髪の女性               | 計2話出演                            |
| 2010           | しあわせの処方箋 Hawthorne                                                  | Aneesa Amara             | 第2シーズン第6話「眠りにつく前に」   |
| 2011           | SUITS/スーツ Suits                                                          | Lauren Pearl             | 第1シーズン第3話「特許の罠」         |
| 2011-2014      | ママと恋に落ちるまで How I Met Your Mother                                  | ノラ                     | 計10話出演                           |
| 2012           | CSI:科学捜査班 CSI                                                          | Nurse Lauren             | 第12シーズン第14話「血の方程式」     |
| 2012           | Best Friends Forever                                                        | Naya                     | 計2話出演                            |
| 2013           | グレイズ・アナトミー Grey's Anatomy                                         | アムリタ                 | 第9シーズン第14話「変化のシンボル」  |
| 2013-2014      | HOMELAND Homeland                                                           | ファラ・シェラジ         | 計16話出演                           |
| 2014           | スキャンダル 託された秘密 Scandal                                           | アドナン・サリフ         | 計7話出演                            |
| 2022           | ロード・オブ・ザ・リング:力の指輪 The Lord of the Rings: The Rings of Power | ブロンウィン             |                                      |
| 映画           |                                                                             |                          |                                      |
| 年             | 題                                                                          | 役                       | 特記                                 |
| 2006           | Kal: Yesterday & Tomorrow                                                   | Simmi                    | 短編                                 |
| 2007           | Gameface                                                                    | Taylor                   |                                      |
| 2008           | チャーリー・ウィルソンズ・ウォー ''Charlie Wilson's War                     | アフガンから亡命した女性 | クレジット無し                       |
| 2008           | アイアンマン Iron Man                                                       | Amira Ahmed              |                                      |
| 2009           | Diplomacy                                                                   | 通訳                     | 短編                                 |
| 2010           | スリーデイズ The Next Three Days                                            | Elaine                   |                                      |
| 2012           | Shirin in Love                                                              | Shirin                   |                                      |
| 2015           | Desert Dancer                                                               |                          |                                      |
| 2016           | ベン・ハー Ben-Hur                                                          | エスター                 |                                      |
| 2018           | ホテル・ムンバイ Hotel Mumbai                                               |                          |                                      |
| 2019           | スキャンダル Bombshell                                                      | ルディ・バフティアル     |                                      |